# Helios-Klasse
Die Helios-Klasse, auch bekannt als Excellence-Klasse, XL-Klasse oder Excel-Klasse, ist eine Baureihe von elf Kreuzfahrtschiffen, die von dem US-amerikanischen Kreuzfahrtunternehmen Carnival Corporation & plc für den Einsatz bei AIDA Cruises, Costa Crociere, Carnival Cruise Line und P&O Cruises bei der Meyer Werft in Papenburg und Meyer Turku in Turku in Auftrag gegeben wurden.
Die Ablieferung des ersten Schiffes, der AIDAnova, erfolgte 2018. Die Schiffe der Klasse haben eine Länge von 337 Metern und eine Breite von 42 Metern. Sie sind mit rund 183.800 BRZ vermessen und verfügen über 20 Decks.
Da die Schiffe für unterschiedliche Marken der Carnival Corporation in Dienst gestellt werden, wird die Klasse je nach Marke unterschiedlich benannt: Helios-Klasse bei AIDA Cruises, Excellence-Klasse bei Costa Crociere, XL-Klasse bei Carnival Cruise Line und P&O Cruises.

## Geschichte
Im März 2015 schlossen die Meyer Werft und Carnival Corporation & plc eine Absichtserklärung über den Bau von vier Schiffen mit Ablieferung zwischen 2019 und 2022. Am 15. Juni 2015 wurden vier Schiffe mit Ablieferung 2019 und 2020 bestellt, von denen zwei für AIDA Cruises und zwei für eine weitere, zu diesem Zeitpunkt nicht genannte, Marke der Carnival Corporation in Fahrt kommen sollen. Ende Juli wurde schließlich bekanntgegeben, dass die beiden anderen Schiffe für Costa Crociere in Fahrt kommen sollen.
Im September 2016 wurden drei weitere Schiffe, für P&O Cruises und Carnival Cruise Line, mit Ablieferung 2020 und 2022 bestellt, woraufhin die Ablieferung des jeweils zweiten Schiffes für AIDA Cruises, die spätere AIDAcosma, und Costa Crociere, die spätere Costa Toscana, auf 2021 verschoben wurde.
Der Bau der Schiffsklasse begann am 21. Februar 2017 mit dem Brennstart der AIDAnova auf der Meyer Werft in Papenburg. Nach Abschluss des Baus wurde das Schiff, entgegen früherer Planungen, bereits am 12. Dezember 2018 an AIDA Cruises übergeben. Zwischenzeitlich war eine Ablieferung bereits im November 2018 geplant, welche sich jedoch verzögerte.
Am 13. September 2017 begann auch der Bau des zweiten Schiffes der Klasse, der Costa Smeralda, auf der Werft Meyer Turku in Finnland. Mit rund zweimonatiger Verspätung wurde die Costa Smeralda am 5. Dezember 2019 abgeliefert.
Im Januar 2018 wurde ein weiteres Schiff für P&O Cruises mit Ablieferung im Jahr 2022 bestellt. Dem folgte die Bestellung eines weiteren Schiffes der Klasse für AIDA Cruises, mit geplanter Ablieferung im Jahr 2023. Später wurden die Pläne allerdings geändert und das Schiff kam stattdessen für Carnival Cruise Line in Fahrt.
Am 25. April 2018 begann der Bau des ersten Schiffes der Klasse für P&O Cruises, der Iona. Sie wurde im Oktober 2020, mit mehrmonatiger Verzögerung, bedingt durch die COVID-19-Pandemie, abgeliefert.
Der Bau des ersten Schiffes für Carnival Cruise Line, der Mardi Gras, begann am 15. November 2018. Auch sie wurde nach mehrwöchiger Verzögerung im Dezember 2020 abgeliefert.
Im Februar 2024 wurde bekannt, dass die Meyer Werft und die Carnival Corporation den Bau eines weiteren, zur Carnival Jubilee baugleichen Schiffes mit Ablieferung 2027 vereinbart haben. Im folgenden Monat wurde die Bestellung eines weiteren Schiffes für die Carnival Cruise Line bekannt.

## Technik
Die Schiffe der Klasse können sowohl mit Flüssigerdgas (LNG) als auch mit klassischem Diesel betrieben werden. Im Gegensatz zu den zuvor gebauten Schiffen der von AIDA Cruises betriebenen Hyperion-Klasse verfügen die Schiffe der Helios-Klasse über Flüssigerdgastanks und können somit auch auf dem Wasser mit Flüssigerdgas betrieben werden. Anders als bisher im Betrieb befindliche Dual-Fuel-Motoren können die Caterpillar-Generatoren des Typs 16VM46DF direkt mit Flüssigerdgas gestartet werden. Hierdurch werden schon im Hafen Partikelemissionen und Stickoxidemissionen erheblich reduziert.
Als erstem Kreuzfahrtschiff wurde der AIDAnova im August 2019 der Blaue Engel für umweltfreundliches Schiffsdesign verliehen. Im NABU-Kreuzfahrtranking 2019 landen die AIDAnova und die Costa Smeralda zusammen auf Platz 1, wenngleich der NABU auch deutliche Kritik an der Klimabilanz dieser Schiffe übt.
Für den Notfall ist die neue Schiffsklasse mit zwei Caterpillar-3516C-HD-Notdieseln mit je 2095 kW Leistung bei 1800 1/min ausgerüstet, von denen jeder für sich alleine die Notfunktionen des Schiffes aufrechterhalten kann.
Ab 2022[veraltet] sollen auf der AIDAnova zu Testzwecken Brennstoffzellen verwendet werden. Die ab 2027 geplanten Neubauten sollen, anstelle der Caterpillar-Motoren, Motoren vom finnischen Hersteller Wärtsilä erhalten. Die Schiffe verfügen über ein Air Lubrication System zur Reduktion des Reibungswiderstands.

## Übersicht
| Name                 | Baunummer | IMO-Nr. | Ablieferung | Vermessung | Marke                                                      | Status/Verbleib | Werft                  |
| -------------------- | --------- | ------- | ----------- | ---------- | ---------------------------------------------------------- | --------------- | ---------------------- |
| AIDAnova             | S.696     | 9781865 | 2018        | 183.858    | AIDA Cruises                                               | in Fahrt        | Meyer Werft, Baudock 2 |
| Costa Smeralda       | NB 1394   | 9781889 | 2019        | 185.010    | Costa Crociere                                             | in Fahrt        | Meyer Turku            |
| Iona                 | S.710     | 9826548 | 2020        | 184.089    | P&O Cruises                                                | in Fahrt        | Meyer Werft, Baudock 2 |
| Mardi Gras           | NB 1396   | 9837444 | 2020        | 181.808    | Carnival Cruise Line                                       | in Fahrt        | Meyer Turku            |
| Costa Toscana        | NB 1395   | 9781891 | 2021        | 186.364    | Costa Crociere                                             | in Fahrt        | Meyer Turku            |
| AIDAcosma            | S.709     | 9781877 | 2021        | 183.774    | AIDA Cruises                                               | in Fahrt        | Meyer Werft, Baudock 2 |
| Carnival Celebration | NB 1397   | 9837456 | 2022        | 183.521    | Carnival Cruise Line                                       | in Fahrt        | Meyer Turku            |
| Arvia                | S.716     | 9849693 | 2022        | 185.581    | P&O Cruises                                                | in Fahrt        | Meyer Werft, Baudock 2 |
| Carnival Jubilee     | S.717     | 9851737 | 2023        | 182.015    | Carnival Cruise Line ursprünglich für AIDA Cruises geplant | in Fahrt        | Meyer Werft, Baudock 2 |
| Carnival Festivale   | S.724     |         | 2027        | ~ 180.000  | Carnival Cruise Line                                       | im Bau          | Meyer Werft, Baudock 2 |
| Carnival Tropicale   | S.725     |         | 2028        | ~ 180.000  | Carnival Cruise Line                                       | bestellt        | Meyer Werft, Baudock 2 |